# كيرا رامشو
كيرا رامشو (من مواليد 12 يناير 1994) هي لاعبة كرة قدم إنجليزية تلعب كلاعبة خط وسط أو مهاجمة لنادي نورث سدرلاند الوطني . قضت رامشاو مسيرتها المهنية الكاملة مع سندرلاند، حيث ظهرت لأول مرة للنادي في عام 2010 ، وكانت جزءًا من ترقية النادي إلى الدوري الممتاز للسيدات في 2014. قبل موسم الدوري الوطني للسيدات 2018-2019 ، أصبحت رامشو قائد الفريق. 

## لعبها في النادي
ظهرت رامشو لأول مرة في فريقها في 18 أبريل 2010 ، حيث جاءت كبديل في هزيمة 4-0 أمام إيفرتون في الدوري الإنجليزي الممتاز للسيدات .
كان أول ظهور لها خارج ملعب واتفورد في المباراة الثانية من الموسم التالي، في سبتمبر 2010 ، حيث بدأت 17 مباراة من أصل 19 مباراة في جميع المسابقات في 2010-2011 ، وهو الموسم الذي شهد تتويج النادي بالبطولة.
سجلت رامشاو أرقامًا مزدوجة في جميع المسابقات في كل من 2011–12 و 2012–13 ، حيث فاز النادي بالقسم الوطني للدوري الإنجليزي الممتاز للسيدات في كلا الموسمين، حيث حققت لهم ثلاثة ألقاب متتالية.
بعد انتخاب النادي لدوري السوبر 2 في الاتحاد النسائي المشكل حديثًا قبل عام 2014 ، حققت رامشو أرقامًا مزدوجة في الدوري لأول مرة، حيث أنهى سندرلاند الموسم كبطل 2014 في بطولة العالم للبوكر WSL 2 . أهدافها العشرة في 18 مباراة جعلتها أفضل هدافة للنادي، مع تسجيل بيت ميد أيضا 10 أهداف في الدوري.
لعبت رامشو كمهاجم بعد الترقية إلى الدوري الإنجليزي الممتاز للسيدات 1 ، ولعبت عبر خط الوسط وكظهير خلفي. على الرغم من الوقت المعتاد للعبة، فشلت في تسجيل هدف في الدوري حتى موسم 2017-18 ، واحرزت فوزا في يوفيل تاون في أكتوبر 2017. كما احرزت فوزا متأخرا ضد أستون فيلا في فبراير 2018 لإرسال سندرلاند إلى ربع نهائي كأس الاتحاد الإنجليزي للسيدات . سجلت رامشو الهدف الأخير للنادي خارج أرضه في بطولة العالم للسيدات، بنتيجة 2-1 أمام تشيلسي في مايو 2018.
بعد تخفيض ترتيب الأندية في الدوري الوطني للسيدات،  كانت رامشو واحدًة من أربعة لاعبين فقط من الفريق الأول الذين بقوا مع النادي لموسم 2018-2019 .  تم الإعلان عنها رسميًا كقائدة للنادي في 14 أغسطس 2018.  و سجلت أول موسم لها في أول فوز للنادي هذا الموسم، بنتيجة 2-1 في برادفورد سيتي في اليوم الثاني من المباراة.

## اللعب الدولي
في فوز سندرلاند في موسم 2011-12 رامشو وزميلها بيث ميد، تم استدعاؤهما إلى تشكيلة منتخب إنجلترا تحت 19 سنة لبطولة UEFA للسيدات تحت 19 عام 2012 . ولعبت في تصفيات الدور الثاني وكذلك جميع مباريات دور المجموعات الثلاث في نهائيات تركيا.

## الإحصائيات المهنية
| النادي          | الدوري                              | الموسم          | الموسم  | الموسم  | كأس الاتحاد الإنجليزي | كأس الاتحاد الإنجليزي | كأس الدوري | كأس الدوري | مجموع   | مجموع   |
| النادي          | الدوري                              | قطاع            | تطبيقات | الأهداف | تطبيقات               | الأهداف               | تطبيقات    | الأهداف    | تطبيقات | الأهداف |
| --------------- | ----------------------------------- | --------------- | ------- | ------- | --------------------- | --------------------- | ---------- | ---------- | ------- | ------- |
| سندرلاند        | الشعبة الوطنية FA WPL (المستوى 1) * | 2009-10         | 2       | 0       | 0                     | 0                     | 0          | 0          | 2       | 0       |
| سندرلاند        | الشعبة الوطنية FA WPL (المستوى 2) * | 2010-11         | 17      | 4       | 0                     | 0                     | 2          | 0          | 19      | 4       |
| سندرلاند        | الشعبة الوطنية FA WPL (المستوى 2) * | 2011-12         | 19      | 8       | 0                     | 0                     | 3          | 3          | 22      | 11      |
| سندرلاند        | الشعبة الوطنية FA WPL (المستوى 2) * | 2012-2013       | 17      | 9       | 4                     | 3                     | 7          | 2          | 28      | 14      |
| سندرلاند        | FA WSL 2                            | 2014            | 18      | 10      | 0                     | 0                     | 5          | 0          | 23      | 10      |
| سندرلاند        | FA WSL 1                            | 2015            | 14      | 0       | 0                     | 0                     | 5          | 1          | 19      | 1       |
| سندرلاند        | FA WSL 1                            | 2016            | 12      | 0       | 4                     | 0                     | 1          | 1          | 17      | 1       |
| سندرلاند        | FA WSL سلسلة الربيع                 | 2017            | 8       | 0       | 1                     | 0                     | -          | -          | 9       | 1       |
| سندرلاند        | FA WSL 1                            | 2017-18         | 15      | 3       | 1                     | 1                     | 5          | 0          | 21      | 4       |
| سندرلاند        | FA WNL North                        | 2018–19         | 23      | 24      | 0                     | 0                     | 3          | 1          | 26      | 25      |
| المجموع الوظيفي | المجموع الوظيفي                     | المجموع الوظيفي | 145     | 58      | 10                    | 4                     | 31         | 8          | 186     | 71      |

* أصبحت في المركز الوطني من الدوري الإنجليزي الممتاز للسيدات من الدرجة الثانية لكرة القدم النسائية الإنجليزية بعد تأسيس الدوري الممتاز للسيدات في موسم 2011 .

## انجازات

### النادي
- المركز الوطني في الدوري الإنجليزي الممتاز للسيدات : 2010-2011 ، 2011-12 ، 2012-2013
- كأس الاتحاد الإنجليزي للسيدات : 2012
- FA WSL 2 : 2014